# Hard dance
El hard dance es el nombre genérico para referirse a un conjunto de géneros de música electrónica de baile. Se incluyen bajo esta denominación géneros como el hard house, el Hard NRG, el hard trance, el hardstyle y el hardcore techno. Las canciones de estos géneros suele oscilar normalmente entre los 150 y los 230 BPM, y consiste en un ritmo de 4x4.
Es común que se asocie con otros géneros de música rave, tales como el psytrance. Sin embargo, esto es una cuestión de opinión. El hard dance es un movimiento típico de la música underground.
Sobre su origen, el hard house comenzó en el Reino Unido en la década de 1990, con artistas como Tony De Vit. El Hard NRG también es un movimiento británico, y es una rama directa del hard house. Suele ser más duro y más oscuro que el hard house, pero del mismo estilo.
El hard trance y el hardstyle, sin embargo, se originan en los bajos fondos europeos, con artistas como Kamui y DJ Isaac. En algunos casos las líneas que definen a estos géneros es muy borrosa, sin embargo hay algunas diferencias simples. El hard trance tiene líneas de bajo más repetitivas, y es más melódico en relación con el hardstyle, pero es más duro que la corriente principal de trance.
Desde principios de 2008, el hard dance ha visto un resurgimiento en popularidad después de varios años, donde había caído en gran parte del favor de la corriente principal de la comunidad de música electrónica de baile. Esto fue especialmente notable en el Reino Unido, donde ha ganado un amplio apoyo de BBC Radio 1.
- Datos: Q1033912